# 石桥站 (武汉地铁)
石桥站位于中华人民共和国湖北省武汉市江汉区后湖大道以南，是武汉地铁6号线的地铁车站。

## 车站结构
该站为6号线的特色站，主题为“老村新居”。

### 楼层分布
| 地面     | 地面               | 出入口                               |  |  |
| 地下一层 | 站厅               | 售票机、客服中心、武漢通充值、洗手間 |  |  |
| 地下二层 |                    | █ 6号线 往新城十一路（杨汊湖）       |  |  |
|          | 岛式站台，左侧开门 |                                      |  |  |
|          |                    | █ 6号线 往东风公司（唐家墩）         |  |  |

### 車站出口
|                                                 |      |                                                          |
| 出口編號                                        | 設施 | 建議前往的目的地                                         |
| A                                               |      | 綠柳路 武漢市育才漢口小學、美聯·時光裏、興業裝飾建材市場 |
| B                                               |      | 綠柳路 後湖大道、漢口花園一期B區                         |
| C                                               |      | 綠柳路 後湖大道、漢口花園一期A區                         |
| D                                               |      | 綠柳路 秋桂街                                            |
| E                                               |      | 綠柳路 後湖大道、漢興街政務服務中心                      |
| F                                               |      | 綠柳路 武漢市中心醫院、南國北都城市廣場                  |
| 注： 設有升降機 \| 設有輪椅升降台 \| 設有洗手間 |      |                                                          |

## 运营信息
- 6号线首末班车时间

## 邻近地区
武汉市中心医院后湖院区、南国北都城市广场、汉口花园。

### 内部链接
- 武汉地铁车站列表